# 4月15日予言
4月15日予言（しがつじゅうごにちよげん）は、オウム真理教の麻原彰晃が1995年4月15日に地震が起きるとした予言。

## 概要
オウム真理教放送『エウアンゲリオン・テス・バシレイアス』1995年1月8日放送で、占星術で地震を予言するコーナーがあり、地震が起きる日として麻原が「4月15日にも起きるんだよね」と発言したことが発端である。この放送回では、日時が大きく外れたものの同年1月17日の阪神・淡路大震災の発生を的中させている。さらにこれは教団による出版物、『日出づる国、災い近し』（1995年2月刊行）に書き起こしが掲載された。
実際に東京在住の出家信者が避難を開始したことから、オウム真理教が地下鉄サリン事件（3月20日）に次いで新たなテロを起こすのではないかと噂が一人歩きした。
特に新宿が危ないとされたため、この日のルミネとマイシティ（現・ルミネエスト新宿）は全館休業し、警察が厳戒体制をとった。さらに、この日公開の映画『クレヨンしんちゃん 雲黒斎の野望』の新宿コマ東宝での公開初日の初回上映時の観客動員数が2人にとどまった。
この日は特に何も起こらなかったが、半月後の4月30日、5月3日、5月5日にオウム真理教はテロ未遂事件（新宿駅青酸ガス事件）を起こすことになった。